# Theodotos von Chios
Theodotos von Chios (auch Theodotos von Samos) (altgriechisch Θεόδοτος Theódotos; † 43 oder 42 v. Chr.) war der Rhetoriklehrer des jungen ägyptischen Königs Ptolemaios XIII.

## Leben
Theodotos von Chios hatte den Beruf eines Rhetors erlernt und war als Lehrer des jungen Ptolemaios XIII. nach dem Minister Potheinos und dem Feldherrn Achillas der drittmächtigste Mann im Regentschaftsrat des unmündigen Königs. Diese drei einflussreichen Höflinge konnten die Beteiligung ihres Schützlings an der Regierung gegen dessen ältere Schwestergemahlin Kleopatra VII. durchsetzen, welche nach ihrer Thronbesteigung (Anfang 51 v. Chr.) zunächst so gut wie allein die Herrschaft ausgeübt hatte. Schließlich wurde Kleopatra Ende 49 v. Chr. gänzlich aus Ägypten vertrieben.
Die entthronte Königin suchte ihre Rückkehr mit einem geworbenen Söldnerheer zu erreichen, sodass Ptolemaios XIII. mit seinen drei Vormündern und seinem Heer in der Nähe des ägyptischen Grenzpostens Pelusion Stellung gegen die Armee seiner Schwester beziehen musste. Zu dieser Zeit (Ende Juli 48 v. Chr.) erschien Gnaeus Pompeius Magnus – der im römischen Bürgerkrieg gegen Gaius Iulius Caesar die entscheidende Schlacht bei Pharsalos verloren hatte – flüchtend an der ägyptischen Küste bei Pelusion, um beim verbündeten Ägypterkönig Aufnahme und weitere Unterstützung zu erbitten.
Um Zeit zu gewinnen, stimmten die Ratgeber von Ptolemaios XIII. offiziell dem Gesuch des Pompeius zu. Nach der Abreise der römischen Boten wurde in einem Staatsrat über die weitere Vorgangsweise gegenüber Pompeius beraten. Daran nahm neben Potheinos und Achillas auch Theodotos teil. Auch wenn weder Caesar in seinem Bürgerkrieg noch Lucan in seinen Pharsalia die Beteiligung des Rhetors an dieser Beratung überhaupt erwähnen, wurde dabei doch (gegen andere Meinungen etwa des Priesters Akoreus) Theodotos’ Vorschlag angenommen, Pompeius zu ermorden. Mit berufsmäßiger Redegewandtheit begründete Theodotos seinen Plan: Bei einer Aufnahme des Pompeius werde dieser Ägypten unterjochen und Caesar zum Feind mutieren; bei einer Ablehnung des Gesuchs aber werde Pompeius wegen seiner Zurückweisung und Caesar wegen des Entkommenlassens seines Gegners missgestimmt sein. Wenn man hingegen Pompeius umbringe, werde man Caesar zufriedenstellen und den Getöteten brauche man nicht mehr zu fürchten, denn eine Leiche beiße nicht. Vor allem sollte also Ägypten aus dem römischen Bürgerkrieg herausgehalten und der Sieger Caesar durch die Ermordung seines Gegenspielers gewonnen werden. Der Mordplan wurde von Achillas durchgeführt.
Bereits zwei Tage später kam Caesar mit seiner Flotte in Alexandria an. Laut Livius und Plutarch überbrachte Theodotos dem römischen Feldherrn gleich nach dessen Ankunft den Siegelring und das abgetrennte Haupt des Pompeius, das Caesar angeblich angewidert und unter Tränen empfing. Da Caesar sich nicht wie erwartet dankbar zeigte, sondern stattdessen im ägyptischen Thronstreit zugunsten Kleopatras entschied und außerdem große, angeblich ihm noch geschuldete Geldsummen von der ptolemäischen Regierung forderte, kam es zum Alexandrinischen Krieg, den der römische Feldherr erst nach langen und schweren Kämpfen siegreich beenden konnte.
Theodotos konnte aus Ägypten flüchten und fristete jahrelang ein unstetes und jämmerliches Leben. Er fand 43 oder 42 v. Chr. den Tod, als er von Marcus Iunius Brutus oder Gaius Cassius Longinus in der Provinz Asia verhaftet und grausam hingerichtet wurde. Quintilian nennt eine „Beratung bei Caesar über die Strafe für Theodotos“ als Stoff für Rhetorenschulen.